# Kanton Neuilly-sur-Seine
Der Kanton Neuilly-sur-Seine ist seit 2015 ein französischer Wahlkreis im Arrondissement Nanterre, im Département Hauts-de-Seine und in der Region Île-de-France.
Der Kanton Neuilly-sur-Seine ist identisch mit der Stadt Neuilly-sur-Seine.